# Nazionale femminile di pallavolo di Grenada
La nazionale di pallavolo femminile di Grenada è una squadra nordamericana composta dalle migliori giocatrici di pallavolo di Grenada ed è posta sotto l'egida della Federazione pallavolistica di Grenada.

## Risultati
La nazionale di pallavolo femminile di Grenada non si è mai qualificata alla fase finale di alcuna competizione.